# 李氏仿圆筒䗛
李氏仿圆筒䗛（学名：Paragongylopus lii），一种于中华人民共和国云南省金平苗族瑶族傣族自治县分水岭地区发现的昆虫，隶属于杆䗛科（杆竹节虫科）仿圆筒䗛属。种小名取自上海师范大学教授李利珍的姓氏，以感谢其对中国昆虫学研究的贡献。